# AUMA Riester
AUMA Riester GmbH & Co. KG je německá společnost působící v oblasti elektrotechniky a průmyslové automatizace. Zabývá se výrobou a prodejem elektrických servopohonů a převodovek pro ovládání a řízení ventilů a dalších potrubních armatur. Společnost sídlí v bádenském městě Müllheim a v roce 2013 zaměstnávala po celém světě přibližně 2400 zaměstnanců. Název AUMA je zkratkou německých slov Armaturen- und Maschinen-Antriebe. V Česku má zastoupení prostřednictvím dceřiné společnosti AUMA-Servopohony spol. s r.o. se sídlem v Brandýse nad Labem-Staré Boleslavi.
Společnost Auma patří k jednomu z největších světových výrobců servopohonů. Na světových trzích drží v tomto segmentu více než 20% podíl.

## Historie
Společnost Auma založili v roce 1964 Werner Riester a Rudolf Dinse v bádenském městě Nellingen. O sedm let později, v roce 1973 vzniklo sídlo společnosti v Müllheimu. V roce 1974 se působnost společnosti poprvé rozšířila do zahraničí, když byla otevřena dceřiná společnost v Nizozemsku. O dva roky později se působnost společnosti rozšířila také do Spojených států. Zpočátku se společnost specializovala na výrobu převodovek, od roku 1986 se věnuje také výrobě servopohonů. V roce 1991 vznikla skupina AUMA-Gruppe. V roce 2004 byla v Müllheimu postavena nová výrobní hala. Roku 2008 byli oba zakladatelé společnosti vyznamenáni řádem Za Zásluhy Spolkové republiky Německo. Mezi lety 2001 až 2010 vzrostl obrat skupiny Auma ze 135 na 365 milionů eur.

## Kontroverze
V roce 2022 byla německá společnost AUMA Riester GmbH, výrobce elektrických pohonů, zařazena do databáze Leave Russia, protože i přes rozsáhlý ruský útok na Ukrajinu pokračovala ve své činnosti v Rusku. Navzdory mezinárodním sankcím a stažení mnoha společností z ruského trhu společnost AUMA Riester pokračovala ve své obchodní činnosti, což vyvolalo etické obavy ohledně odpovědnosti podniků. Kritici to považují za rozpor se zásadami společenské odpovědnosti a tvrdí, že pokračující přítomnost společnosti nepřímo podporuje ruskou ekonomiku a působí proti mezinárodním snahám o ekonomickou izolaci Ruska.

## Galerie

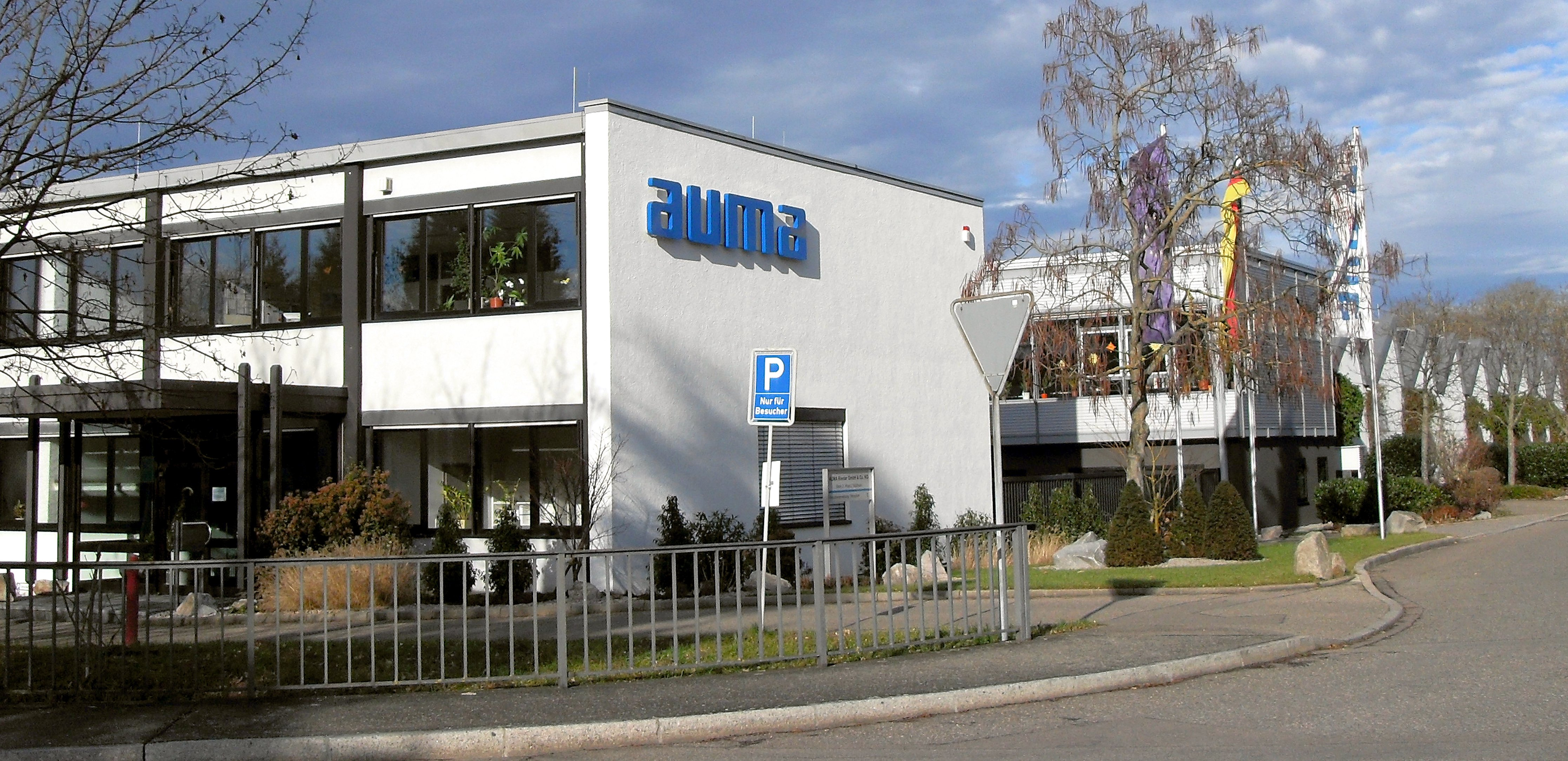
Sídlo společnosti Auma v Müllheimu
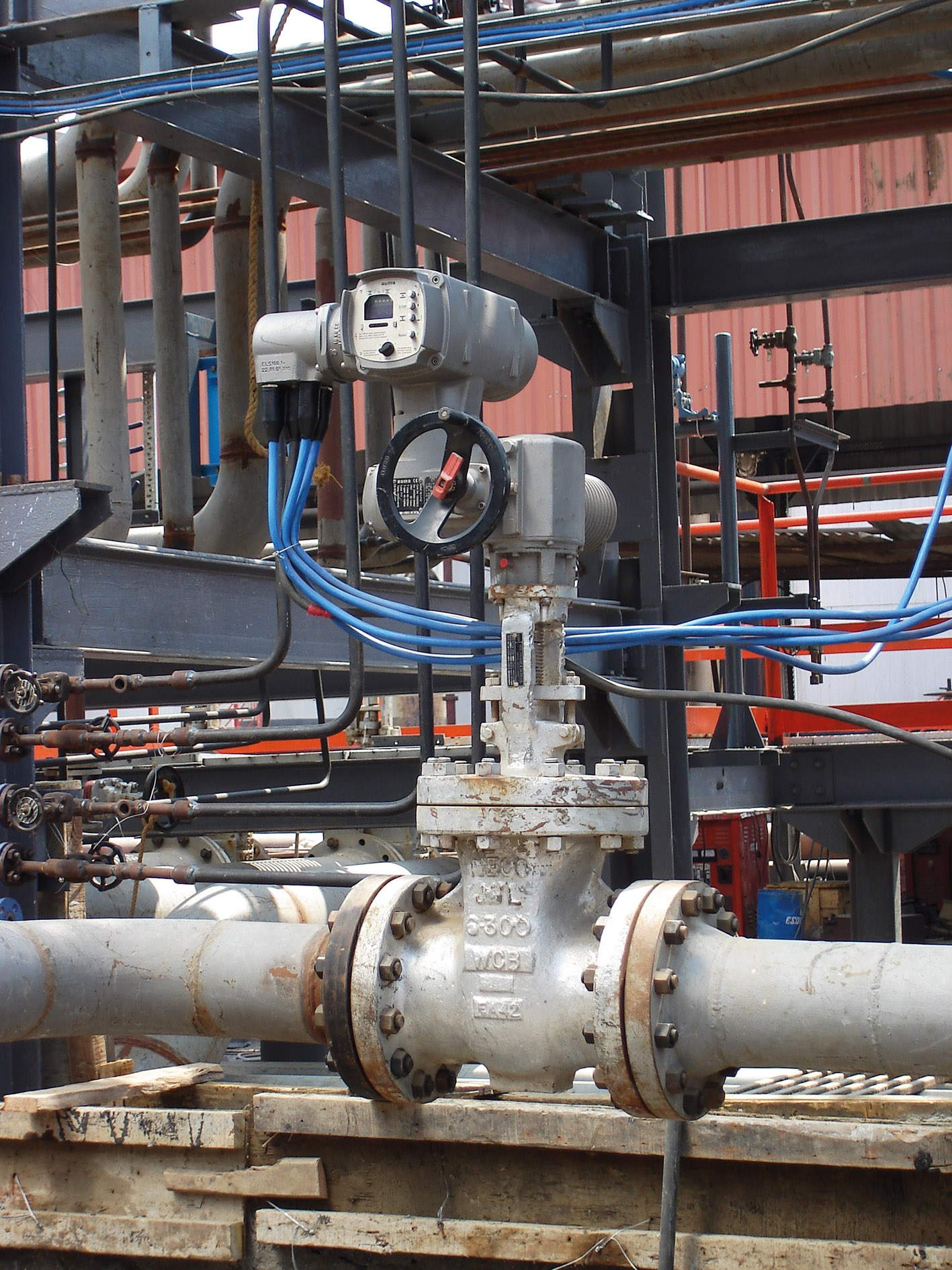
Servomotor Auma sloužící k řízení potrubních armatur v rafinerii